# André Olbrich
André Olbrich, född 3 maj 1967 i Düsseldorf, spelar gitarr i det tyska power metalbandet Blind Guardian. André är - tillsammans med Hansi Kürsch - en av de få originalmedlemmar som fortfarande är med i bandet.
Liksom Slayers Kerry King tycker André att det är viktigare att ha en egen stil istället för att göra det som någon annan redan gjort.